# Quinto Antistio Advento Postumio Aquilino
Quinto Antistio Advento Postumio Aquilino, in latino Quintus Antistius Adventus Postumius Aquilinus, (Thibilis, metà anni 120 – ...), è stato un politico, senatore e militare romano del II secolo.

## Biografia
Antistio, nato verso la metà degli anni 120, era un homo novus e veniva da Thibilis in Numidia. 
Ricoprì la carica di quattuorvir viarum curandarum, quella di tribuno militare nella Legio I Minervia, iniziando così la carriera senatoria come questore nella provincia di Macedonia.
In seguito fu tribuno della plebe, legato nella provincia d'Africa e pretore.
Come legatus legionis della VI Ferrata fu in Syria Palaestina e dal 162, come legatus della legio II Adiutrix, partecipò alla guerra partica, dove ricevette alte decorazioni militari (coronis murali vallari aurea hastis puris tribus vexiillis duobus).
Probabilmente dal 165 al 167, Antistio fu governatore della Arabia Petraea (legatus Augusti pro praetore). In questa provincia è citato in un'epigrafe di Bostra per un'onorificenza e in una a Gerasa per sua moglie. Nella prima epigrafe Antistio è indicato come consul designatus, nella seconda come console; così si può supporre che abbia rivestito il suo consolato come suffectus, di incerta datazione, in absentia. Probabilmente l'anno fu il 166 (luglio-agosto).
Più tardi Antistio fu curator operum locorumque publicorum, responsabile per l'edilizia pubblica a Roma. Come legatus Augusti at praetenturam Italiae et Alpium expeditione Germanica dovette respingere nell'Italia settentrionale delle tribù germaniche nel corso delle guerre marcomanniche. Dal 170 circa fu governatore della provincia Germania inferior e dal 173 al 176 della Britannia.
Antistio fu anche fetialis, probabilmente fin dal tempo del suo consolato.
Si sposò con Novia Crispia e fu il padre del console del 181, Lucio Antistio Burro.